# PIIGS (film)
PIIGS è film documentario del 2017 diretto e prodotto da Adriano Cutraro, Federico Greco, Mirko Melchiorre e narrato da Claudio Santamaria che indaga le cause e i riflessi dell’austerità sulla società europea, in particolare del Sud Europa. Gli autori dichiarano che il film segue la tesi secondo la quale le politiche di austerità stanno aggravando gli effetti della crisi finanziaria, specialmente in quei Paesi che The Economist ha definito PIIGS (acronimo di Portogallo, Irlanda, Italia, Grecia e Spagna) – ovvero quegli Stati con un alto debito pubblico e un'economia debole.

## Trama
La cooperativa Pungiglione vanta un credito di un milione di euro dal comune e dalla regione e rischia di chiudere per sempre: 100 dipendenti perderanno il lavoro e 150 disabili rimarranno senza assistenza. È vero che nell'Eurozona non c'è alternativa all'austerità, al Patto di bilancio, al pareggio di bilancio, ai tagli alla spesa sociale? Al fallimento del Pungiglione? Il film tratta inoltre diversi interventi da parte di giornalisti ed economisti riguardo alla crisi economica attuale.

## Televisione
Il 31 dicembre 2017, su Rai 3, alle 00:11 del mattino, per il ciclo “Il mondo adesso”,  viene trasmesso in prima visione ottenendo 292.000 spettatori pari al 3,61% di share.